# Лаппелово
Ла́ппелово (фин. Lappeela) — деревня в Куйвозовском сельском поселении Всеволожского района Ленинградской области.

## История
На этнографической карте Санкт-Петербургской губернии П. И. Кёппена 1849 года обозначена деревня «Laappola», расположенная в ареале расселения эвремейсов.

Ховимяки (часть деревни под названием ЛАППЕЛОВО) — деревня Керровского сельского общества при Керровской дороге и при проселочной, ведущей в Лемболовский пасторат при небольшом озере без названия 19 дворов, 57 м. п., 60 ж. п., всего 117 чел. кузница, мелочная лавка. (1896 год)

В конце XIX — начале XX века деревня административно относилась к Куйвозовской волости 2-го стана Шлиссельбургского уезда Санкт-Петербургской губернии. Население деревни было смешанным — финско-ижорским.
В 1908 году в деревнях Ховимяки и Лаппелово проживали 80 человек из них 16 детей школьного возраста (от 8 до 11 лет).
С 1917 по 1923 год деревня находилась в составе Керровского сельсовета Куйвозовской волости.
С 1923 года — в Куйвозовском сельсовете.
Согласно переписи населения СССР 1926 года:

ЛАППЕЛЕВО — деревня в Куйвозовском сельсовете Ленинградского уезда, 26 хозяйств, 113 душ.

Из них: русских — 11 хозяйств, 53 души; ингерманландцев — 15 хозяйств, 60 душ. (1926 год)

С 1927 года в составе Куйвозовского финского национального района.
В 1928 году население деревни также составляло 113 человек.
По административным данным 1933 года деревня Лаппелово относилась к Куйвозовскому сельсовету Куйвозовского финского национального района.
Согласно переписи населения СССР 1939 года:

ЛЕППЕЛОВО — деревня Куйвозовского сельсовета Парголовского района, 208 чел. (1939 год)

1 февраля 1939 года деревня Лаппелово была упразднена и «включена в деревню Куйвози».

Деревня Лаппелово на карте 1939 года

Согласно топографической карте РККА 1939 года деревня насчитывала 26 дворов. 
До 1942 года — место компактного проживания ингерманландских финнов.
По административным данным 1966 года деревня Лаппелово в составе Всеволожского района не значилась.
По данным 1973 и 1990 годов деревня Лаппелово входила в состав Куйвозовского сельсовета.
В 1997 году в деревне проживали 4 человека, в 2002 году — 11 человек (русские — 100%), в 2007 году — 3.

## География
Деревня находится в северной части района на автодороге А120 (Санкт-Петербургское северное полукольцо, бывшая 41А-189 «Магистральная» (Р21 — Васкелово — А121 — А181)) в месте примыкания к ней автодороги 41К-072 (Грузино — Керро).
Расстояние до административного центра поселения — 1,5 км.
К северу от деревни находится остановочный пункт — платформа Лаппелово Приозерского направления Октябрьской железной дороги.
Деревня расположена смежно с деревней Грузино и к северу от деревни Куйвози. В центре деревни есть небольшое озеро.

## Демография
| 2007 | 2010 | 2017 |
| ---- | ---- | ---- |
| 3    | ↘0   | ↗3   |

### Национальный состав
Согласно данным Всероссийской переписи населения 2021 года в деревне проживали 32 человека, все русские.

## Улицы
Лаппеловская .